# 湘漓镇
湘漓镇，是中华人民共和国广西壮族自治区桂林市兴安县下辖的一个乡镇级行政单位。

## 沿革
解放初，境内原属会龙、力头、俸山三乡。1950年，原会龙13村与力头11村合并成立“湘漓区”。1957年全县将区复拆为14个大乡，境内复属会龙、力头、俸山三乡。1958年与界首合并为上游人民公社，1961年拆为界首、会龙、力头3个公社，1962年会龙、力头合并为会龙区，1966年为湘漓公社，1984年改乡，1987年复拆出白塘乡辖原会龙属村，1994年白塘乡并入湘漓乡，1999年湘漓乡撤乡设镇。

## 行政区划
湘漓镇下辖以下地区：
花桥村、渔江村、洲上村、灵源村、义和村、龙禾村、双河村、沿河村、麦源村、力头村、邓家村、阳安村、普头村和江口村。